# Jan Hernych
Jan Hernych (* 7. červenec 1979 v Praze) je český tenisový trenér a bývalý profesionální tenista. Ve své dosavadní kariéře vyhrál jeden turnaj ATP ve čtyřhře. Od roku 2018 trénuje českou tenistku Markétu Vondroušovou.

## Osobní život a počátky kariéry
Jan Hernych se narodil 7. července 1979 v Praze do rodiny Emila a Marie Hernychových, jejichž profesí je advokacie. Má staršího bratra Emila. Jan začal hrát tenis ve svých 9 letech a až do 16 let hrál ještě lední hokej. V mládežnických kategoriích hrál za TO Bohemians Praha, avšak jeho kariéra mezi dospělými je již spojena s klubem 1.ČLTK Praha sídlícím na Štvanici.  
S manželkou má syna Jana a dceru Luisu. 

## Finálové účasti na turnajích ATP Tour (2)

### Dvouhra – prohra ve finále (1)
| Legenda                                                       |
| ATP International Series Gold / ATP World Tour 500 Series (0) |
| ATP International Series / ATP World Tour 250 Series (1)      |

| Č. | Datum           | Turnaj                       | Povrch | Soupeř ve finále | Výsledek      |
| 1. | 24. červen 2006 | 's-Hertogenbosch, Nizozemsko | tráva  | Mario Ančić      | 6-0, 5-7, 7-5 |

### Čtyřhra - výhry (1)
| Legenda                                                  |
| ATP International Series / ATP World Tour 250 Series (1) |

| Č. | Datum           | Turnaj           | Povrch | Partner   | Soupeři ve finále         | Výsledek |
| 1. | 10. květen 2009 | Mnichov, Německo | antuka | Ivo Minář | Ashley Fisher Jordan Kerr | 6-4, 6-4 |

## Vítězství na turnajích série ATP Challenger Tour a ITF Futures

### Dvouhra - výhry (11)
2014 - Greece F2 FUTURES (tvrdý povrch)
2012 - Sarajevo ATP CHALLENGER (tvrdý povrch - hala)
2010 - Jersey ATP CHALLENGER (tvrdý povrch - hala)
2008 - Praha ATP CHALLENGER (antuka) ; Bratislava ATP CHALLENGER (tvrdý povrch - hala)
2007 - Trnava ATP CHALLENGER (antuka)
2005 - Praha ATP CHALLENGER (antuka)
2004 - Praha ATP CHALLENGER (antuka)
2001 - Tulsa ATP CHALLENGER (tvrdý povrch)
1999 - Slovenia F1 FUTURES (antuka)
1998 - Poland F2 FUTURES (antuka)

### Čtyřhra - výhry (2)
2003 - Aptos ATP CHALLENGER (tvrdý povrch), spoluhráč U.Vico
2002 - Wolfsburg ATP CHALLENGER (hala), spoluhráč S.Rudman

## Davisův pohár
Jan Hernych se zúčastnil 3 zápasů v Davisově poháru  za tým České republiky s bilancí 0-3 ve dvouhře a 0-1 ve čtyřhře.

## Postavení na žebříčku ATP na konci sezóny

### Dvouhra
| Rok    | 1997  | 1998   | 1999   | 2000   | 2001   | 2002   | 2003   | 2004  | 2005  | 2006  | 2007   | 2008  | 2009   | 2010   | 2011   | 2012   |
| Pořadí | 1190. | ▲ 526. | ▲ 375. | ▲ 310. | ▲ 165. | ▼ 217. | ▼ 246. | ▲ 83. | ▲ 76. | ▼ 77. | ▼ 156. | ▲ 86. | ▼ 113. | ▼ 241. | ▲ 168. | ▼ 193. |

### Čtyřhra
| Rok    | 1997  | 1998   | 1999    | 2000   | 2001   | 2002   | 2003   | 2004   | 2005   | 2006   | 2007   | 2008   | 2009   | 2010   |
| Pořadí | 1050. | ▲ 598. | ▼ 1101. | ▲ 637. | ▼ 682. | ▲ 279. | ▼ 516. | ▲ 401. | ▲ 142. | ▲ 102. | ▼ 320. | ▼ 572. | ▲ 156. | ▼ 849. |